# سام وليامز (لاعب كرة سلة)
سام ويليامز (بالإنجليزية: Sam Williams) مواليد 7 مايو 1959 في لوس أنجلوس، هو لاعب كرة سلة أمريكي معتزل. تم اختياره من قبل فريق غولدن ستايت ووريورز خلال الدرافت. يبلغ طوله 6 قدم 8 بوصة (2.0 م).

## المسيرة الاحترافية
لعب مع غولدن ستايت ووريورز من سنة 1981 إلى 1984، ثم لعب مع فيلادلفيا سفنتي سيكسرز من سنة 1983 إلى 1985، ثم لعب مع فيرتوس بالاكانسترو بولونيا في موسم 1985–1986، ثم لعب مع باسكت نابولي في موسم 1987–1988، ثم لعب مع بي سي إم جرافيلين في الدوري الفرنسي من سنة 1988 إلى 1991، ثم لعب مع فنربخشة لكرة السلة في الدوري التركي في موسم 1992–1993.

## روابط خارجية
- سام وليامز على موقع إن بي أي (الإنجليزية)
- سام وليامز على موقع سبورتس رفرنس (الإنجليزية)
- سام وليامز على موقع كلية كرة السلة في سبورتس رفرنس.كوم (الإنجليزية)
- سام وليامز على موقع ريلجم (الإنجليزية)